# Lascado

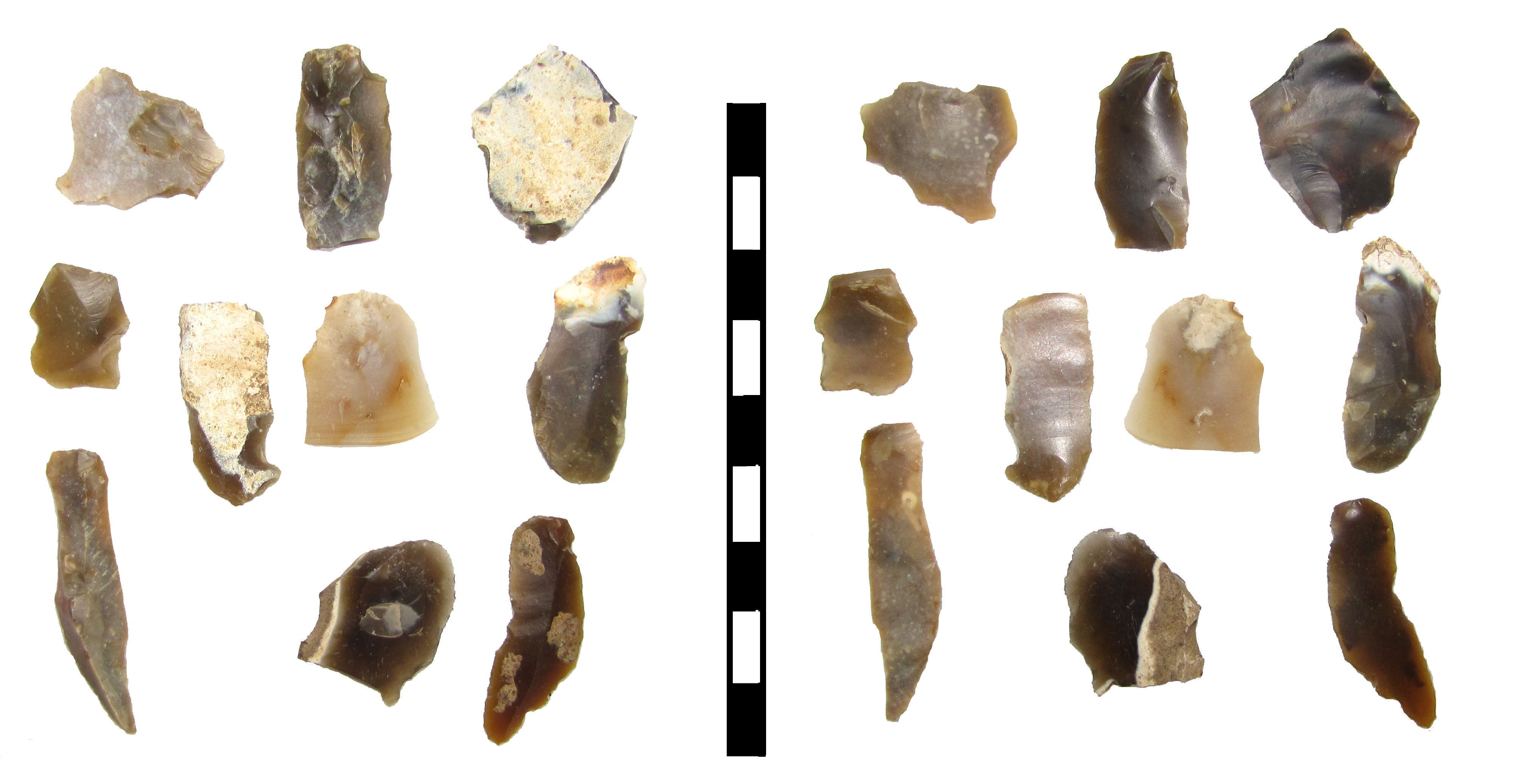
Diez lascas de desecho y posibles hojitas, de datación mesolítica a neolítica.

El lascado o extracción de lascas son expresiones que se reservan al trabajo realizado para extraer, de los núcleos, por medio de la percusión o de la presión, lascas, siendo éstas el objetivo de las operaciones técnicas. La extracción de lascas, o fraccionamiento intencional de un núcleo, se puede realizar por percusión directa o indirecta. El núcleo es el desecho resultante de las operaciones productivas de lascado, esta es la diferencia esencial con la hechura, en la que la pieza soporte es el objeto buscado y no las lascas obtenidas de ella. Para el estudio de los núcleos los dos elementos esenciales a tener en cuenta son los negativos de lascado (número, disposición, dimensiones, dirección…) y los planos de percusión (ángulo de percusión, preparación, superficie, contorno, extensión, posición, etc.). Aparte, deben incluirse otros aspectos tales como las dimensiones, ángulos y pesos, calidad de la talla, grado de aprovechamiento, etc. De este modo, junto a los experimentos de talla, pueden plantearse hipótesis de reconstrucción de los gestos que ha realizado el tallista para extraer el trozo de materia prima que precisa para su economía.
Relacionado con el estudio de los núcleos ha de estar el de las lascas, pues, son el tipo de soporte que ofrece una mayor complejidad, pues presentan el problema añadido del análisis de las técnicas o métodos empleados en su obtención: es preciso determinar si la lasca ha sido predeterminada en el núcleo, antes de su extracción, o no; distinguir los verdaderos productos del lascado de los desechos de la hechura o de las lascas características (aquellas que pueden ser ubicadas claramente en una fase concreta de la cadena operativa), o si es una lasca vulgar (si ignoramos su posición en la citada cadena operativa), etc.
No podemos olvidar que la extracción puede dar lugar directamente a lascas consideradas útiles per se, al haber sido totalmente predeterminadas en el núcleo, hablamos, evidentemente, de las lascas Levallois, Kombewa, hojas, hojitas y algunas de sus variantes.